# George (magazine)
Pour les articles homonymes, voir George.
George est un magazine mensuel people et politique américain créé par John Fitzgerald Kennedy Jr., fils du président assassiné, et Michael Berman, publié entre 1995 et 2001 par Hachette Filipacchi Media U.S., filiale du groupe de presse français Hachette Filipacchi Médias (groupe Lagardère).

## Ligne éditoriale
Le titre du magazine fait référence au prénom du premier président des États-Unis d'Amérique, George Washington. En septembre 1995, le premier numéro George affiche en couverture une photo du mannequin Cindy Crawford posant dans les habits de George Washington, veste ouverte.
Se présentant comme un magazine traitant de politique autrement (son slogan était « Not Just Politics as Usual »), George a été rudoyé par la critique qui le considérait comme « le magazine politique pour les gens qui ne comprennent pas la politique ». De par son ton décalé, sa maquette soignée, ses centres d'intérêt hédonistes et son intérêt pour l'actualité people, le mensuel se rapprochait davantage de titres comme Esquire et Vanity Fair.

## Historique
George s'est imposé pendant quelques mois comme le magazine politique le plus vendu des États-Unis, notamment grâce à l'aura de la famille Kennedy. Plusieurs scandales et une ligne éditoriale confuse ont conduit au déclin de la diffusion et à des pertes financières importantes.
John Fitzgerald Kennedy Jr. consacra les dernières années de sa vie à tenter de sauver son magazine, allant même jusqu'à poser nu ou signant ses éditoriaux « John Kennedy » pour tenter de faire remonter les ventes. L'émoi suscité par la mort de celui-ci, dans un accident d'avion le 16 juillet 1999, a brièvement fait augmenter le lectorat. Toutefois, sans le soutien de son fondateur disparu, le groupe Lagardère décidait de cesser la parution en 2001. Le dernier numéro, paru en mars 2001, fut consacré à la famille Kennedy.

## Collaborateurs célèbres
- Alfonse D'Amato
- Al Franken
- Stephen Glass
- Norman Mailer
- W. Thomas Smith, Jr.
- Naomi Wolf

### Sources
- (en) « Hachette delivers death ax to George », article de Jeff Bercovici paru dans Media Life Magazine le 5 janvier 2001.